# 요로이고촌
요로이고촌(鎧郷村)은 니가타현 니시칸바라군에 있던 촌이다. 1955년 3월 31일 합병으로 소멸되어, 현재의 니가타시 니시칸구의 일부에 해당한다.
아래의 설명은 합병 직전 당시의 구 요로이고촌에 대한 설명이며, 현재는 명칭 등이 다를 수 있다. 또한, 여기에 기술되지 않은 내용에 대해서는 니가타시 등의 기사를 참조. 

## 역사
- 1889년 4월 1일 - 정촌제 시행에 수반해 니시칸바라군 요로이고촌이 성립하였다.
- 1955년 
  - 3월 31일 - 소네정과 합병해 니시카와정이 되어 소멸하였다.
  - 7월 10일 - 구 촌 지역의 오아자 하케야바, 나카고야, 와라마에, 하네다, 히가시타카미가 니시카와정에서 분립해 마키정에 편입되었다.

## 참고문헌
- 『市町村名変遷辞典』東京堂出版、1990年。
- 角川日本地名大辞典 編纂委員会『角川日本地名大辞典 15 新潟県』(株)角川書店、1989年10月8日。ISBN 4-04-001150-3。